# モジュライ空間
代数幾何学では、モジュライ空間（モジュライくうかん、moduli space）とは（普通、スキーム、もしくは代数的スタック(algebraic stack)）空間の点が、決められた種類の代数幾何学的な対象を表す点となっている、もしくは、そのような対象と同型類(isomorphism class)を表現している点からなる幾何学的な空間のことを言う。そのような空間はしばしば分類問題の解として現れる。注目している対象の集まり（例えば、決められた種数を持つ滑らかな代数曲線のような）へ幾何学的空間の構造を与えることができると、出来上がる空間に座標を導入することで対象をパラメータ化できる。この文脈では「モジュラス」は「パラメータ」と同じような意味に使われる。初期には、モジュライ空間は対象の空間というよりパラメータの空間として理解されていた。

## 動機
モジュライ空間とは、幾何学的な分類問題の解のなす空間である。つまり、モジュライ空間の点は、幾何学的な問題の解に対応する。ここで別な解もあった場合は、この解が同型であるならば（幾何学的に同一ならば）、モジュライ空間の点としては同一の点となる。モジュライ空間は問題のパラメータの普遍空間を与えるものと考えられる。たとえば、合同を同一視してユークリッド平面のすべての円を求める問題を考えると、任意の円は与えられた3点から一意に定まるが、異なる三点の集合が同じ円を定めることがあるので対応は 多数 : 1 となる。しかし、円は中心と半径、即ち2つの実パラメータと1つの正の実数のパラメータで一意にパラメトライズできる。ここでは「合同での同一視」にのみ注目しているので、同じ半径を持つ異なる中心をもつ円は同一視するため、半径だけで興味の対象をパラメトライズするに充分である。従って、モジュライ空間は、正の実数の集合である。
モジュライ空間は、自然な幾何学的トポロジー的性質を持つ場合が多い。円の例では、モジュライ空間は抽象的な集合ではないが、半径の差の絶対値が、2つの円の「近さ」を決める計量となる。モジュライ空間の幾何学的構造は、2つの幾何学的分類問題の解が近いか否かという局所的な構造を持っている一方で、込み入った大域的な構造も持っている。
たとえば、原点を通る R2 の直線の集まりはどう記述できるかを考える。この族から各々の直線 L へ一意に決まるモジュラス、量を対応させたいので、0 ≤ θ < π の間の角度 θ(L) を考えることは自然なことであり、これは R2 上の原点を通る全ての直線に対応している。直線 L の集合は、P1(R) として知られており、実射影直線と呼ばれる。
また、トポロジカルな構成により、原点を通る R2 上の直線の集まりも記述することができる。すなわち、S1 ⊂ R2 を考え、全ての点 s ∈ S1 に対して、直線が原点と s を通る場合は、この集まりの中では直線 L(s) と同一視することにする。この写像は 2対1 の対応であるので、s~ − s を同一視し P1(R) ≅ S1/~ を得る。この空間のトポロジーは、商写像 S1 → P1(R) により引き起こされた商トポロジーである。
このように、P1(R) を原点を通る R2 の中の直線のモジュライ空間として考えると、（直線の場合の）族の要素を 0 ≤ θ < π と変化させることでパラメータ化できることを理解することができる。

## 基本的な例

### 射影空間とグラスマン多様体
実射影空間 Pn は、原点を通る Rn+1 の中の直線をパラメータ化したモジュライ空間である。同様に、複素射影空間は原点を通る Cn+1 の中の全て複素直線の空間である。
さらに一般的に、体 F 上のベクトル空間 V のグラスマン多様体 G(k, V) とは、V の k-次元線型部分空間のモジュライ空間である。

### 周多様体
周多様体(Chow Variety) Chow(d,P3) は、 P3 の中の次数 d の曲線をパラメトライズする射影代数多様体で、次のように構成される。C を P3 の中の次数 d の曲線として、曲線 C と交わる P3 の中の全ての直線を考える。これは P3 の中の直線のグラスマン多様体 G(2, 4) の次数 d の因子 D_C である。C が変化すると、C に伴い D_C が変化することで、グラスマン多様体 Chow(d,P3) の次数 d の因子の作る部分空間として次数 d の曲線のパラメータ空間を得る。

### ヒルベルトスキーム
ヒルベルトスキーム Hilb(X) はモジュライスキームであり、Hilb(X) の全ての閉じた点が、決められたスキーム X の閉じた部分スキームに対応し、全ての閉じた部分スキームがそのような点で表現される。

## 定義
何が空間 M のモジュライ空間を意味するかには様々な異なる考え方がある。これらの各々の定義は、何が空間の点が幾何学的な対象を意味するかについて異なる考え方を定式化している。

### 詳細モジュライ空間
この考え方は標準的な考え方である。発見的な見方としては、空間 M に対して各々の点 m ∈ M が代数幾何学的対象 Um に対応していれば、これらの対象を集めてきて M 上のトポロジカルな族 U とすることができる。（例えば、グラスマン多様体 G(k, V) はランク k のバンドルで、点 [L] ∈ G(k, V) は単純な線型部分空間 L ⊂ V である。） M を族 U の基底空間(base space)といい、もし任意の基底空間 B 上の任意の代数幾何学的対象 T が一意な写像 B → M に沿った U の引き戻し(pullback)となっている場合には、そのような族を普遍的(universal)と言う。詳細モジュライ空間(fine moduli space)とは、普遍的な基底を持つような空間 M のことを言う。
さらに詳しくは、スキームから集合への函手 F を考える。この函手はスキーム B から基底 B を持つ対象の適当な族全ての集合への函手であるとする。空間 M が函手 F の詳細モジュライ空間であるとは、M を表現する(corepresent) F、つまり、点の函手 Hom(−, M) が F に自然に同型であるときのことを言う。このことは、M が普遍的な族となっていて、この族を同一視する写像 1M ∈ Hom(M, M) に対応する M 上の族であることを意味する。

### 粗いモジュライ空間
詳細モジュライ空間は常に求められることが望まれるが、それらはいつも存在するわけではなく、構成することが難しいことが多いので、数学者はより弱い、粗いモジュライ空間という考え方を取ることがある。自然な変換 τ : F → Hom(−, M) （F が (M, τ) による表現される(corepresented)）が存在し、τ が自然な変換の中で普遍的となっているような場合、M を函手 F の粗いモジュライ空間(coarse moduli space)と言う。より具体的には、M が F の粗いモジュライ空間とは、基底 B 上の任意の族 T が写像 φT : B → M を与え、任意の 2つの対象 V と W（点上の族とみなして）M の同じ点に対応することと V と W が同型であることが同値であるような場合を言う。このようにして、M は族に現れる全ての対象に対応する点を持ち、その上の幾何学が族の中での変化可能な方法を反映している空間である。しかしながら、注意すべきは、粗いモジュライ空間がいつも普遍的となるような対象の族を持っているとは限らないことである。
言い換えると、詳細モジュライ空間は、基底空間 M も普遍的な族 T → M も両方持っているのに対し、粗いモジュライ空間は基底空間 M しか持たない。

### モジュライスタック
興味深い幾何学的な対象は、自然な自己同型を数多く持っている場合が多い。特に、この場合は詳細モジュライ空間の存在が不可能となる。（直感的には、L がある幾何学対象であるとして、自明な族 L × [0,1] は非自明な自己同型 L × {0} を L × {1} を同一視することで S1 上のツイストした族となる。そこで詳細なモジュライ空間 X が存在したとすると、写像 S1 → X は定数であってはならないが、自明性により任意の固有な開集合の上では定数である必要がある。）従って、粗いモジュライしか得ることができない。しかしながら、このアプローチは空間の存在が保障されていないので理想的というわけではなく、存在するときは特異な状態であることがよくあるので、モジュライ空間が分類する対象の非自明な族についての詳細を誤ることになる。
より込み入ったアプローチは、同型を覚えておくことで、分類をより細分化することである。詳しくいうと、任意の基底 B 上で B 上の族の射)としてとる族の間の同型のみを B に付帯する射とするカテゴリを考えることができる。すると、ファイバーカテゴリ(fibred category）を考えることができ、任意の空間 B へ B 上の族にグルーポイドが付随する。グルーポイドの中にファイバーをもつカテゴリ化してモジュライ問題の記述に使うことは、グロタンディーク(Grothendieck)(1960/61)まで遡る。一般にそれらはスキームや、代数的空間(algebraic space)でさえも表現することができないが、多くの場合には代数的スタック(algebraic stack)の自然な構造を持っている。
代数的スタックと、それらのモジュライ問題への使用はデリーニュ・マンフォード(Deligne-Mumford)(1969) に与えられた種数の（粗い）代数曲線のモジュライ空間(moduli of algebraic curves)の規約性の証明のためのツールとして現れた。代数的スタックということばは、本質的にはモジュライを「空間」として扱うファイバー化されたカテゴリとみなす系統的な方法を提供し、多くのモジュライ問題のモジュライスタックは対応する粗いモジュライよりも（例えば、滑らかであるというように）より扱いよくなった。

## さらなる例

### 曲線のモジュライ
モジュライスタック {\displaystyle {\mathcal {M}}_{g}} は種数 g の滑らかな射影曲線の族と、それらの同型とを分類する。g > 1 のとき、このスタックは安定なノードを持つ曲線（と同型と）に対応する新しい「境界」点を加えることによりコンパクト化することができるかもしれない。曲線が安定とは、自己同型群を有限群でしかないということである。結果として現れるスタックは、{\displaystyle {\overline {\mathcal {M}}}_{g}} と書く。どちらのモジュライも曲線の普遍的な族を持っている。滑らか、もしくは安定な曲線の同型類を表す粗いモジュライも定義することができる。これらの粗いモジュライは、モジュライスタックが考え出される以前に研究されていた。実際、モジュライスタックはデリーニュ(Deligne)とマンフォード(Mumford)により、粗いモジュライ空間の射影性を証明しようとして、考え出された。近年、曲線のスタックが、実際はより基本的な対象であることが明らかになってきた。
上記のスタックは両方とも次元 3g−3 を持っているので、g > 1 のときは、安定なノードを持つ曲線は 3g−3 個のパラメータの値を選択することで完全に特定することができる。小さな種数では、それらの数を引くことにより、自己同型の滑らかな族の存在を考えに入れる必要がある。ちょうど、種数ゼロの複素曲線（リーマン球）があり、同型群は PGL(2) であるので、{\displaystyle {\mathcal {M}}_{0}} の次元は、
dim(種数ゼロの曲線の空間) - dim(自己同型群)  = 0 − dim(PGL(2)) = −3.
となる。同様に種数 1 の場合は、曲線の 1 次元の空間が存在するが、全てのそのような曲線は次元 1 の自己同型群を持っているので、スタック {\displaystyle {\mathcal {M}}_{1}} は次元 0 となる。g > 1 のときは、自己同型群は有限群でしかなく、自己同型群の次元は 0 であるので、粗いモジュライスタック空間は次元 3g-3 をもつ。結局、種数がゼロのときは、粗いモジュライ空間は次元が 0 であり、種数が 1 の曲線の粗いモジュライは次元が 1 となる。
n 個の点をマークした種数 g のノードを持つ曲線のモジュライスタックを考えることにより、問題を豊富にすることができる。そのようにマークされた曲線が安定であるとは、曲線の自己同型群のマークされた点が有限個と固定した部分群が有限群であることを言う。n 個の点をマークした種数 g の曲線の滑らか（もしくは安定）なモジュライスタックは、 {\displaystyle {\mathcal {M}}_{g,n}} (もしくは {\displaystyle {\overline {\mathcal {M}}}_{g,n}}) と書き、次元 3g−3+n と持つ。
特に興味を引く場合として、1つのマークした点を持つ種数 1 のモジュライスタック {\displaystyle {\overline {\mathcal {M}}}_{1,1}} がある。これは楕円曲線のスタックで、多くのモジュラ形式の研究の自然な原点となっており、このスタック上のバンドルの有理型切断となっている。

### 多様体のモジュライ
高次元では、代数多様体のモジュライは構成したり研究したりすることが難しくなる。例えば、上記の楕円曲線のモジュライの高次元の類似物は、アーベル多様体のモジュライ空間である。これは基礎となっているジーゲルモジュラ形式(Siegel modular form)の理論の問題である。志村多様体も参照のこと。

### ベクトルバンドルのモジュライ
別の重要なモジュライ問題に、決められた代数多様体 X の上のランク n のベクトルバンドルのモジュライスタック Vectn(X)（様々な部分スタック）の幾何学を理解することがある。このスタックは、X が 1次元のときに（特にランク n が 1 のときには、）最もよく研究されている。この場合には、粗いモジュライ空間はピカールスキームとなり、曲線のモジュライ空間のように、スタックが考案される以前に研究されていた。結局、ランク 1 で次数が 0 のバンドルの場合は、粗いモジュライの研究は、ヤコビ多様体の研究である。
物理学への応用の中で、ベクトルバンドルのモジュライの数と密接に関連する主ファイバーバンドルのモジュライの数の問題は、ゲージ理論の中で重要なことがわかった。

## モジュライ空間を構成する方法
モジュライ函手（あるいは、もっと一般的にはグルーポイド(groupoid)の中のファイバー化されたカテゴリ(fibred category)）のことばで、モジュライ問題の現代的な定式化とモジュライ空間の定義を行うことは、グロタンディーク(Grothendieck)(1960/61)にまで遡る。その中で彼は、例として複素解析幾何学の中でタイヒミューラー空間(Teichmüller space)を使い、一般的なフレームワークやアプローチや主要な問題を記述した。特に、話の中では、まず第一にモジュライ問題を剛性化することで、モジュライ空間を構成する一般的方法を述べた。
さらに詳しくは、モジュライ空間を分類する非自明な対象の自己同型の存在が、詳細モジュライ空間を持つことを不可能とする。しかし、もともとのデータに情報を付加し、付加した情報を髪して自己同型のみで同一視する方法をとって分類するという変形されたモジュライ問題を考えることがよくある。剛性化された情報をうまく選択すると、変形したモジュライ問題は、（詳細）モジュライ空間 T をもつことがあり、適当なヒルベルトスキーム(Hilbert scheme)やクオットスキーム(Quot scheme)の部分スキームとして記述されることがよくある。剛性化している情報をさらに選ぶと、代数的構造群 G を持つ主バンドルと対応する。このように、剛性化された問題から元来の問題へ、G の作用による商をとることにより戻ることができ、モジュライ空間を構成する問題が （ある強い条件を課した上で）G の作用での T の商 T/G であるようなスキーム（もしくはより一般的には空間）を見つける問題となる。一般に最後の問題は解をもたないが、しかし、1965年にダヴィッド・マンフォード(David Mumford)により1965年に開発された画期的な幾何学的不変式論で指摘され、適当な条件の下で、実際、そのような商が存在することが示された。
これがどのようにして達成されたかを見るため、種数が g > 2 の滑らかな曲線をパラメトライズする問題を考える。次数 d > 2g である完備一次系(complete linear system)は、射影空間 Pd−g の 1次元部分スキームに同値である。結局、（ある条件を満たす）滑らかな曲線と一次系は、十分に高い次元の射影空間のヒルベルトスキームに埋め込めるであろうから、このヒルベルトスキームの中の軌跡 H は一次系の要素を変換する PGL(n) の作用をもつ。滑らかな曲線のモジュライ空間は、従って、射影空間の一次系の群による H の商として再現される。
別の一般的なアプローチとしては、最初に、ミハイル・アルティン(Michael Artin)によるものがある。彼のアイデアは、分類された種類の対象から始め、それの変形理論(deformation theory)を研究する。このことは、最初無限小(infinitesimal)を構成し、それから予備表現可能定理(prorepresentability theorem)を示し、これらを形式スキーム(formal scheme)の基底の上の対象へ写像する。次にアレクサンドル・グロタンディーク(Alexandre Grothendieck)のグロタンディークの存在定理が完備局所環である基底の上の求めていた対象をもたらす。この対象は、アルティンの近似定理(Artin's approximation theorem)を通し、有限生成環上の対象により近似できる。この後者の環のスペクトルは、求めているモジュライ空間のある種の座標チャートとみなすことができる。これらのチャートを互いに貼り合わせて、空間を覆うことができるが、スペクトルの合併からモジュライ空間への写像は、一般には、多 対 1 の写像となる。従って、前者の上に同値関係を定義する。本質的にはもし両者が互いに同型な対象であれば 2点は同値である。これがスキームと同値関係をもたらし、いつもスキームとなるとは限らないが、代数的空間（実際は、注意深くすると、代数的スタック）を与える。

## 物理学では
モジュライ空間という用語は、時々物理学でも使われ、スカラー場の真空期待値のモジュライ空間を特別に意味したり、可能な弦の背景(string background)のモジュライ空間を意味したりする。
モジュライ空間は、物理ではコホモロジカルな場の理論の中にも現れ、そこではファインマン経路積分を使い様々な代数的なモジュライ空間の交点数を計算する。